# Yin Yang Yo!
Yin Yang Yo! är en amerikansk animerad TV-serie skapad av Bob Boyle. I Sverige visades serien först på Jetix, men visas från och med den 12 september på Disney XD. I den svenska versionen medverkar bland annat Peter Sjöquist, Emelie Clausen och Kristian Ståhlgren.